# 提萨斐尼
提萨斐尼 (古希臘語：Tissaphernes; 古波斯語 Čiθrafarnah > 当代波斯语 Čehrfar)(前445-前395年)是一个 波斯军人和政治家。他是海达尔尼斯（Hydarnes）的孙子。

## 家庭和早期生活
提萨斐尼出生在前445年。他属于一个重要的波斯家庭：他是海达尔尼斯的孙子，一位著名的波斯将军，在薛西斯入侵希腊时，他指挥着长生军。
前413年，提萨斐尼镇压了比苏提尼（Pissuthnes）的叛乱并把他逮捕。作为奖赏，提萨斐尼被任命为吕底亚和卡里亚的总督，以及波斯军队在小亚细亚的指挥官。当大流士二世下令收集的希腊城邦的贡品时，他就加入了斯巴达的联盟对抗雅典，其中在前412年，他领导并征服了大部分爱奥尼亚。
但提萨斐尼并不愿意采取军事行动，他试图通过精明又经常背信弃义的谈判来实现自己的目的。 阿尔西比亚德斯说服他，波斯是最好在雅典和斯巴达之间搞外交平衡，以对抗赫勒斯滂弗里吉亚的总督法尔纳巴佐斯（Pharnabazus），这进一步削弱了他对希腊人采取军事行动的意愿。因此，在前408年，王决定积极支持斯巴达，提萨斐尼被剥夺了在小亚细亚的指挥权，他的职责仅限于卡里亚和吕底亚总督，军事权被委托给了小居鲁士。

## 内战
前404年，大流士二世死亡， 阿尔塔薛西斯二世成为了波斯新的王。 提萨斐尼发现了小居鲁士暗杀阿尔塔薛西斯二世的计划，告诉国王有关的阴谋，于是小居鲁士就被囚禁了。 但是，由于帕瑞萨娣丝的调解 ，居鲁士被赦免并被送回他的总督区。根据普鲁塔克，「他的不满使他比以前更加急切地渴望王国的统治权。」
居鲁士在复仇的欲望下，聚集了一支庞大的军队并假装出征皮西迪亚，一个位于托罗斯山脉的部落。
在前401年春，居鲁士聚集了所能聚集地所有军队，包括色诺芬所在的万人雇佣军团，从萨迪斯出发，没有宣布他出征的目的。 通过巧妙的管理和大回报的承诺，他克服了希腊人对于长距离且危险的战争的疑虑。一支由35条战船组成的舰队派往 西里西亚 打开从努爾通道叙利亚的道路，一支在Cheirisophus 带领下军队分离出700人被输送到小居鲁士这里。 然而，提萨斐尼计划警告阿尔塔薛西斯二世并迅速聚集起一支军队。在遇到任何反对力量前，居鲁士的军队推进到巴比伦。前401年10月，库纳克萨战役爆发。居鲁士方有10400名希腊重步(重型武装的民兵)，2500名轻盾(轻步兵)，以及一支由亚里亚乌斯指挥的大约在10000亚洲人组成的军队。
居鲁士把此战视作决定王的命运一战。 因此，他想让希腊人的指挥官克利阿科斯中军对抗阿尔塔薛西斯。克利阿科斯，出于傲慢，违背了命令。 其结果是，居鲁士在中军对上了阿尔塔薛西斯的军队，但他被杀了，提萨斐尼领导的波斯人左翼军队轻松的于剩余的居鲁士军作战。 提萨斐尼声称他亲自杀死了叛逆。
居鲁士的希腊军队，当听到居鲁士死亡的消息，意识到他们在一个巨大的帝国中部没有任何补给，没有人会资助他们，并且在波斯贵族中没有任何盟友。 他们向他们的波斯盟友亚里亚乌斯提出让他成为王，但是他拒绝了，原因是他没有皇室血统，没有波斯人会支持他。然后他们准备向提萨斐尼效忠，但他拒绝了。然而，希腊人拒绝向他投降。
提萨斐尼遇到一个问题：他面临一个庞大的重装部队，从正面进攻，他难以成功。 经过漫长的等待，他向他们提供了食物，带他们向北回家，与此同时亚里亚乌斯和他的轻装部队脱离了希腊人。 希腊高级官员愚蠢地接受了提萨斐尼的邀请，参加了一场盛宴。 在那里，他们被囚禁了起来然后处决。 作为奖赏他的忠诚，阿尔塔薛西斯把自己的一个女儿赐婚提萨斐尼，并且恢复了他吕底亚长官和小亚细亚波斯军队指挥权的身份。

## 余生和死亡
回到小亚细亚后,提萨斐尼发动了对希腊城邦的攻击，以惩罚希腊人对小居鲁士的效忠。这导致了前399年同斯巴达人的战争。前395年，在薩第斯附近的Pactolus被阿格西莱二世击败之后， 提萨斐尼再一次运用了他的巧妙的外交手段。最后波斯王不得不听从了法尔纳巴佐斯（Pharnabazus）代表的意见, 后者有宰相(chiliarch)提斯劳吾斯提和痛失爱子的太后帕瑞萨娣丝的强烈支持。前395年，提斯劳吾斯提被派往处决提萨斐尼, 后者被骗至亚里亚乌斯在科洛塞（Colossae）的居所处决。

## 词源
čiθra + farnah含义是闪亮的财宝：čiθra 来自原始印歐語形容词(s)koitrós '明亮的'; farnah是阿維斯陀語xvarənah的同义词，意为财宝，荣耀，表现为发光的，čiθra意为本质的，特别指自然流露。因此，čihr-farn意为灿烂的大自然或（逐字翻译）为灿烂的外表。